# Christoph Brandtner
Christoph Brandtner (* 26. Juli 2005) ist ein österreichisch-brasilianischer Skirennläufer.

## Karriere
Brandtner stammt aus Waidring. Sein internationales Renndebüt feierte er am 5. Dezember 2021 bei einem Juniorenrennen auf der Reiteralm. Bis zum Ende der Saison 2023/24 startete Brandtner für den ÖSV, hauptsächlich bei FIS oder Citizenrennen. Mit Beginn der Saison 2024/25 wechselte Brandtner zum brasilianischen Skiverband, sein erstes Rennen für Brasilien bestritt er am 7. Dezember 2024 am Pass Thurn. 
Im weiteren Saisonverlauf nahm Brandtner erstmals an Alpinen Skiweltmeisterschaften teil. Bei den Wettkämpfen in Saalbach verpasste er jedoch sowohl im Riesenslalom als auch im Slalom die Qualifikation für das eigentliche Rennen.

## Erfolge

### Weltmeisterschaften
- Saalbach 2025: DNQ Riesenslalom, DNQ Slalom

### Weitere Erfolge
- 2 Platzierungen unter den besten 30 bei FIS-Rennen